# Priapulus abyssorum
Priapulus abyssorum is een soort in de taxonomische indeling van de peniswormen. 
De diersoort behoort tot het geslacht Priapulus en behoort tot de familie Priapulidae. De wetenschappelijke naam van de soort werd voor het eerst geldig gepubliceerd in 1959 door Menzies.